# Wang Xiji

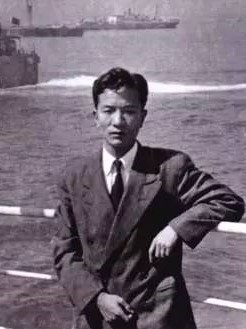
Wang Xiji 1950 an Bord der President Cleveland

Wang Xiji (chinesisch 王希季, Pinyin Wáng Xījì, * 26. Juli 1921 in Kunming) ist ein chinesischer Raumfahrtingenieur. Er war Chefkonstrukteur der Höhenforschungsrakete T-7, der FSW-Rückkehrsatelliten und von Chinas erster Trägerrakete Langer Marsch 1. Am 18. September 1999 wurde ihm der Verdienstorden „Zwei Bomben, ein Satellit“ (两弹一星功勋奖章) verliehen.
2016 war er der erste Chinese, der in die Ruhmeshalle der International Astronautical Federation aufgenommen wurde.

## Jugend, Studium und Lehre
Wang Xiji wurde am 26. Juli 1921 in Kunming, Provinz Yunnan, als dritter von sieben Söhnen von Wang Yukun (王毓崑) geboren, einem Kaufmann der Bai-Ethnie aus dem Dorf Shangmo (上末村) der damaligen Gemeinde Qiliqiao (七里桥乡) in Dali.
Nach der Unterstufe des Gymnasiums, die er trotz einer halbjährigen Erkältungskrankheit vor der Prüfung als Bester in Kunming abschloss, wechselte er auf Wunsch seines Vaters an die Höhere Berufsschule für Industrieberufe Kunming (昆华高级工业职业学校, die heutige Technische Universität Kunming).
Nach etwa einem Jahr nahm er an der Aufnahmeprüfung der Vereinigten Südwest-Universität teil, bestand diese und schrieb sich dort im November 1938, mit 17 Jahren, an der Fakultät für Maschinenbau ein.
Nach dem Vordiplom (学士) 1942 arbeitete er zunächst in der Munitions- und Waffenfabrik Kunming (昆明兵工厂),
danach im Wasserkraftwerk Shilongba.
Während seiner Tätigkeit in der Rüstungsfabrik war ihm klar geworden, dass Chinas Industrie noch sehr rückständig war. Wie viele Jungakademiker zu jener Zeit beschloss er daraufhin, im Ausland zu studieren, um sich fortzubilden. 1947 bestand er die Aufnahmeprüfung für das Virginia Polytechnic Institute und reiste im folgenden Jahr in die USA. In Virginia begann er ein Studium der Antriebs- und Brennstofftechnik, das er 1949 mit dem Ingenieurdiplom abschloss.
Anfang Oktober 1949, als er sich gerade darauf vorbereitete, ein Promotionsstudium zu beginnen, verbreitete sich in den USA die Nachricht, dass die Volksrepublik China gegründet worden war. Seit 1946 hatten Mitglieder der KPCh in amerikanischen Universitätsstädten Untergrundorganisationen aus dem Kommunismus nahestehenden Studenten gegründet, so zum Beispiel in Chicago die „Chi-Gesellschaft“ (芝社), in Pittsburgh die „Aufbaugesellschaft“ (建社) oder in New York die „Morgenrot-Gesellschaft“ (朝社). Im Frühsommer 1949 gab es schließlich 13 derartige Ortsgruppen, die sich am 18. Juni 1949 auf einer Versammlung in Pittsburgh zur Association of Chinese Scientific Workers in U.S.A. bzw. 中国留美科学工作者协会 zusammenschlossen. Neben der Verbesserung der Arbeits- und Lebensbedingungen der chinesischen Akademiker in den USA war das Hauptziel des Vereins, Studenten nach dem Abschluss ihres Studiums bei der Rückkehr nach China zu unterstützen, damit sie dort beim Aufbau des Landes mithelfen konnten.
Der amerikanischen Regierung war das bekannt, weswegen sie den chinesischen Jungakademikern alle Arten von finanziellen Anreizen bot, um sie von der Ausreise abzuhalten, während die Volksrepublik China zurückkehrenden Wissenschaftlern und Ingenieuren nur ein Monatsgehalt bieten konnte, von dem sie sich 300 kg Hirse kaufen konnten. Seinerzeit versuchten viele Mitstudenten, Wang Xiji zu überreden, zuerst zu promovieren und dann erst nach China zurückzukehren, manche meinten sogar, er sollte doch ganz in Amerika bleiben (neben der Association of Chinese Scientific Workers gab es damals auch die in Teilen der Kuomintang nahestehende Chinese Students Christian Association in North America). Wang Xiji ließ sich jedoch nicht beirren, und mit finanzieller Unterstützung der Association of Chinese Scientific Workers begab er sich im März 1950 zusammen mit mehreren dutzend weiteren Studenten sowie dem Mathematiker Hua Luogeng und dem Physiker Zhu Guangya an Bord der SS President Cleveland, einem Passagierschiff der American President Lines, zurück nach China. Dort arbeitete er zunächst als außerordentlicher Professor (副教授) an der Technischen Universität Dalian, dann als ordentlicher Professor an der Jiaotong-Universität Shanghai, wo er bald zum Prodekan der Fakultät für Technische Mechanik (工程力学系) aufstieg.

## Raumfahrttechnik

### Höhenforschungsraketen
Am 21. August 1958 hatten Qian Xuesen, Zhao Jiuzhang und der Geophysiker Wei Yiqing (卫一清, 1915–1988) im Zusammenhang mit dem „Projekt 581“ zur Entwicklung eines chinesischen Satelliten unter anderem das „Ingenieurbüro 1001“ (1001设计院) gegründet, das für die Gesamtplanung von Satellit und Trägerrakete zuständig war. Da Shanghai damals eines der wenigen industriellen Zentren Chinas war, wurde das Büro nach Verhandlungen zwischen der Chinesischen Akademie der Wissenschaften, der Trägerin des Satellitenprojekts, und dem Vorstand des Ortsverbands Shanghai der KPCh von Peking nach Shanghai verlegt und in „Ingenieurbüro für Maschinenbau und Elektrotechnik Shanghai“ (上海机电设计院) umbenannt.
Im November 1958 erhielt Wang Xiji, der in jenem Jahr in die KPCh eingetreten war, eine Mitteilung der Abteilung für Personalangelegenheiten des Ortsverbands der Partei (中国共产党上海市委员会人事部), dass er an jenes Ingenieurbüro versetzt worden und dort für alle technischen Belange verantwortlich sei; seine Verwaltungsaufgaben an der Jiaotong-Universität hätte er nebenbei weiter zu erfüllen.
Erst als er sich beim Ingenieurbüro zum Dienst meldete, erfuhr Wang Xiji, dass es sich um ein geheimes Satellitenprojekt handelte, über das Außenstehenden gegenüber strengstes Stillschweigen zu bewahren war. Ohne Vorkenntnisse – Qian Xuesen war seinerzeit der einzige Ingenieur in China, der sich bereits mit Flüssigkeitsraketentriebwerken befasst hatte – aber viel Enthusiasmus machten sich Wang Xiji und seine Kollegen ans Werk. Als erster Schritt zu einer Trägerrakete wollte man zunächst eine Höhenforschungsrakete entwickeln, was sich als schwieriger als gedacht herausstellte. Schließlich fand angesichts der Probleme beim Großen Sprung nach vorn bei der chinesischen Führung eine Neubewertung statt. Am 21. Januar 1959 musste Zhang Jingfu, der Vizepräsident der Akademie, den Wissenschaftlern die Anweisung von Deng Xiaoping (damals Generalsekretär des Politbüros der KPCh) mitteilen, das Satellitenprojekt zunächst zurückzustellen, da es mit der Wirtschaftskraft des Landes nicht vereinbar wäre.
Die Einstellung des Satellitenprojekts bezog sich nicht auf die als Vorstudie gedachten Höhenforschungsraketen. Zhao Jiuzhang, der Leiter des Instituts für Geophysik der Chinesischen Akademie der Wissenschaften, entschied, die Arbeit in Shanghai aus Mitteln der Akademie weiter zu finanzieren. Am 19. Februar 1960 erreichte ein Prototyp der Höhenforschungsrakete T-7 eine Höhe von 8 km,
und ab März 1960 wurde auf dem Gebiet des Verwaltungsdorfs Maolin in der Provinz Anhui vom Institut für Geophysik und dem Ingenieurbüro für Maschinenbau und Elektrotechnik gemeinsam die Basis 603 als relativ gut ausgestatteter Startplatz für Höhenforschungsraketen erbaut. Während auf der Basis 603 mit von Zhao Jiuzhang konzipierten Nutzlasten Höhenforschung betrieben wurde, führte Wang Xiji als Chefingenieur in Shanghai die Raketenentwicklung weiter. Als Nachfolger für die T-7 war die lenkbare T-8 vorgesehen, und die T-9, an der er parallel arbeitete, hätte einen Satelliten in die Umlaufbahn befördern können.
Am 5. November 1960 war im Zusammenhang mit dem chinesischen Kernwaffenprogramm die erste, später Dongfeng 1 genannte Kurzstreckenrakete gestartet, und am 21. März 1962 fand der erste, wenn auch nur eine Minute dauernde Flug einer Mittelstreckenrakete statt. Daraufhin kam man bei der Führung des Landes zur Ansicht, dass man besser die bereits existierenden Boden-Boden-Raketen so umkonstruieren sollte, dass sie weltraumtauglich wurden. Die Arbeiten an der T-8 und der T-9 wurden im Januar 1963 gestoppt und das Ingenieurbüro dem 5. Forschungsinstitut des Verteidigungsministeriums unterstellt, das für die Entwicklung der militärischen Raketen zuständig war.

### Langer Marsch 1 und Dong Fang Hong I
1964 gab Feldmarschall Nie Rongzhen, der Leiter der Kommission für Wehrtechnik der Volksbefreiungsarmee, die offizielle Anweisung, dass das Ingenieurbüro für Maschinenbau und Elektrotechnik die Oberaufsicht beim Bau der geplanten Trägerrakete zu übernehmen habe. Als das 5. Forschungsinstitut schließlich per Beschluss des Nationalen Volkskongresses vom 4. Januar 1965 aus dem Verteidigungsministerium herausgelöst und in das eigenständige „Siebte Ministerium für Maschinenbauindustrie“ umgewandelt wurde, wurde die Shanghaier Einrichtung diesem als „8. Ingenieurbüro“ (七机部第八设计院) unterstellt. Zeitgleich genehmigten Nie Rongzhen und Premierminister Zhou Enlai das „Projekt 651“, also „das im Januar 1965 begonnene Projekt“, für einen erneuten Anlauf zum Bau und Start eines Satelliten. Das Ingenieurbüro für Maschinenbau und Elektrotechnik wurde nach Peking verlegt, Wang Xiji und fast die gesamte Belegschaft von mehreren hundert Männern und Frauen, die meist noch während ihres Studiums zum Büro gekommen waren, zogen nach Norden um.
Wang Xiji, nun Chefingenieur des 8. Ingenieurbüros,
kam nach einer Analyse des militärischen Materials zu dem Schluss, dass der Plan, eine Mittelstreckenrakete weltraumtauglich zu machen und damit einen Satelliten mit dem von der Akademie der Wissenschaften vorgegebenen Gewicht zu starten, technisch nicht durchführbar war. Stattdessen schlug er vor, auf die am 29. Juni 1964 erfolgreich gestartete, zweistufige Mittelstreckenrakete Dongfeng 2A eine dritte Stufe mit einem Feststoffraketentriebwerk zu setzen. Nach zwei erfolgreichen Teststarts mit einem auf der Höhenforschungsrakete T-7A basierenden Modell im August 1968 wurde die Trägerrakete Langer Marsch 1 nach diesem Prinzip gebaut und beförderte am 24. April 1970 Chinas ersten Satelliten Dong Fang Hong I ins Weltall.

### Rückkehrsatelliten
Parallel zur Arbeit an dem Satelliten hatte die Akademie der Wissenschaften im August 1965 mit der Entwicklung eines Raumflugkörpers begonnen, der unbeschadet zur Erde zurückkehren konnte. Im Juni 1966 wurde zunächst am Ingenieurbüro für Satellitenbau der Chinesischen Akademie der Wissenschaften eine Arbeitsgruppe Rückkehrsatellit gebildet, deren Leitung Wang Xiji neben seinen Aufgaben beim 8. Ingenieurbüro übernahm.
Am 20. Februar 1968 wurde dann auf Vorschlag von Nie Rongzhen unter dem Dach des Siebten Ministeriums aus einer ganzen Reihe von Forschungsinstituten und feinmechanischen Fabriken die „5. Akademie“ gebildet, auch damals schon als „Akademie für Weltraumtechnologie“ bekannt. Neben dem Ingenieurbüro für Satellitenbau war das 8. Ingenieurbüro eines der Institute, die die neue Akademie bildeten. Aus „5. Akademie“ und „8. Büro“ wurde die Bezeichnung „Institut 508“ gebildet. Wang Xiji wurde einer der stellvertretenden Direktoren der Akademie für Weltraumtechnologie,
blieb aber gleichzeitig Chefingenieur des Instituts und befasste sich dort primär mit der Konzeption des Landesystems der Rückkehrsatelliten, d. h. der Fallschirmauslösung etc., ein Gebiet, auf dem er schon bei der Arbeit an den Höhenforschungsraketen Erfahrung gesammelt hatte.
Hierbei waren Wang Xiji und das Institut 508 recht erfolgreiche. Zwischen 1975 und 2005 wurden vom Kosmodrom Jiuquan aus insgesamt 22 Aufklärungssatelliten der Bahnbrecher-Serie gestartet, von denen – mit einer Ausnahme 1993 – alle sicher zur Erde zurückkehrten.
Damit waren die Bahnbrecher-Satelliten den eine ähnliche Funktion erfüllenden Keyhole-Satelliten der USA an Zuverlässigkeit weit überlegen. Zum Vergleich: vom Typ KH-5 Argon wurden zwischen 1961 und 1964 zwölf Satelliten gestartet, wobei es mindestens sieben Fehlschläge gab; von den 74 sowjetischen Zenit-2, die zwischen 1962 und 1970 eine Umlaufbahn erreichten, konnten 16 nicht erfolgreich zur Erde zurückkehren.

### Bemannte Raumfahrt
Daneben war Wang Xiji auch einer jener Wissenschaftler und Ingenieure, die ab März 1966 die ersten Studien für ein bemanntes Raumschiff ausarbeiteten. 1967 wurde er zum Leiter der Arbeitsgruppe ernannt, die eine konkrete Machbarkeitsstudie zu erstellen hatte. Im April 1970 stellte das Institut 508 schließlich auf einer Tagung mit über 400 Experten aus 80 Forschungsinstituten des ganzen Landes im Jingxi-Hotel in Peking Planzeichnungen und ein 1:1-Modell des „Shuguang-1“, also „Morgenröte 1“ genannten Raumschiffs vor, ein verkleinerter Nachbau der amerikanischen Gemini-Kapsel für zwei Personen. Am 14. Juli 1970 billigte Mao Zedong unter dem Eindruck des erfolgreichen Satellitenstarts im April das Projekt, das sich aber im weiteren Verlauf als völlig unrealistisch herausstellen sollte und im März 1975 auf Anweisung des Staatsrats der Volksrepublik China eingestellt wurde.
Nachdem Deng Xiaoping im März 1986 das Nationale Programm zur Entwicklung von Hochtechnologie gebilligt hatte, wo im Fachbereich 2 (Raumfahrt) die Entwicklung eines Raumtransportsystems vorgesehen war, das Menschen zu einer ebenfalls zu entwickelnden Raumstation bringen sollte, organisierte Wang Xiji, damals Aufsichtsratsvorsitzender der Chinesischen Akademie für Weltraumtechnologie, zwischen April und Oktober 1986 drei Konferenzen, die sich speziell mit den Technologien für eine Raumstation befassten. Außerdem gab die Akademie für Weltraumtechnologie für den internen Dienstgebrauch eine unter seiner Leitung zusammengestellte Materialsammlung zu den im In- und Ausland verfolgten Ansätzen zu diesem Thema heraus.
Im April 1987 fand eine Ausschreibung für das Raumtransportsystem statt, bei der sich zwei verschiedene Herangehensweisen herauskristallisierten: ein Sojus-ähnliches Raumschiff (das heutige Shenzhou-Raumschiff der Akademie für Weltraumtechnologie) und ein Shuttle-ähnlicher Raumgleiter (der spätere Tianjiao 1 der Akademie für Trägerraketentechnologie). Im September 1987 reiste eine Delegation unter der Leitung von Wang Xiji in die USA, um die Firma Martin Marietta zu besuchen, die für den Space Shuttle unter anderem den Haupttank herstellte, außerdem das Lyndon B. Johnson Space Center in Houston. Dabei wurde er in seiner Ansicht bestärkt, dass ein Raumgleiter jenseits der chinesischen Möglichkeiten lag.
Im Juli 1989 lehnte Deng Xiaoping dann beide Konzepte ab.
Nachdem Jiang Zemin im November 1989 das Amt des Parteivorsitzenden von Deng Xiaoping übernommen hatte, und im März 1990 das des Vorsitzenden der Zentralen Militärkommission, begann man sich wieder der bemannten Raumfahrt zuzuwenden. Am 17. Januar 1992 wurde Wang Xiji von der Kommission für Wissenschaft, Technik und Industrie für Landesverteidigung in die „Arbeitsgruppe Machbarkeitsstudie bemanntes Raumfahrtprogramm“ berufen, deren Ergebnisse am 21. September 1992 zum Start des Bemannten Raumfahrtprogramms der Volksrepublik China führten.
Im weiteren Verlauf half er dann auch bei der Konstruktion der Schleuse zwischen Orbitalmodul und Rückkehrkapsel des Raumschiffs mit, die während der Shenzhou-6-Mission am 13. Oktober 2005 von den beiden Raumfahrern erstmals erfolgreich getestet wurde.

### Satellitengestütztes Internet
Wang Xiji, seit 1993 Mitglied der Chinesischen Akademie der Wissenschaften,
war noch bis ins hohe Alter in beratender Funktion für die Akademie für Weltraumtechnologie tätig. Am 1. Januar 2016 trat die Tiefgreifende Reform der Landesverteidigung und des Militärs in Kraft, womit sich auch das Beschaffungswesen bei der Volksbefreiungsarmee änderte. Während bislang militärischer und ziviler Sektor aus Sicherheitsgründen streng getrennt waren, sollte nun möglichst viel Dual-Use-Technologie entwickelt werden, um durch eine Verschmelzung des militärischen und zivilen Sektors (军民融合) zu Synergieeffekten zu kommen.
Kurz darauf, im Februar 2016, gründete Wang Xiji an der Forschungs- und Entwicklungsabteilung der Firma (院研究发展部) eine Arbeitsgruppe „Internet +“ (互联网+) für ein satellitengestütztes, von Militär und zivilen Kunden gemeinsam genutztes Internet.
Im weiteren Verlauf ging daraus die Hongyan-Konstellation hervor, ein erster Testsatellit, Hongyan 1, wurde am 29. Dezember 2018 gestartet.
Nachdem die Staatliche Kommission für Entwicklung und Reform am 20. April 2020 das satellitengestützte Internet in die Liste der zur Neuen Infrastruktur (新型基础设施建设, kurz 新基建) gehörenden Projekte aufgenommen hatte, stellte die Akademie für Weltraumtechnologie die Arbeit an der Hongyan-Konstelltion zunächst ein. Dann wurde jedoch am 22. April 2021 von der dem Staatsrat der Volksrepublik China unterstehenden Kommission zur Kontrolle und Verwaltung von Staatsvermögen die China Satellite Network Corporation gegründet, mit dem Auftrag ein Nationales Satelliteninternet aufzubauen. Das Führungspersonal der neuen Firma rekrutierte sich zum großen Teil aus der China Aerospace Science and Technology Corporation, das Personal der für die Systementwicklung als Tochterfirma gegründeten Akademie für satellitengestützte Netzwerke kommt überwiegend von der Chinesischen Akademie für Weltraumtechnologie.